# Исла-Перес
Исла-Перес (исп. Isla Pérez) — остров, расположенный в Мексиканском заливе, в 130 км к северу от порта Прогресо на побережье полуострова Юкатан. Он входит в состав Национального парка Арресифе-Алакранес и является самым крупным островом архипелага.
Воды и коралловые рифы, окружающие остров, являются важным убежищем для морских обитателей и привлекают в этот регион множество рыбаков. На острове мало растительности, а жаркий и сухой климат не благоприятствует жизни человека.
Исторически остров использовался в качестве ориентира для навигации в южной части Мексиканского залива, особенно для моряков между проливом Юкатан и заливом Кампече. Ввиду важности острова для судоходства, на нём размещен отряд мексиканских военно-морских сил.